# 盧慧琳
盧慧琳（1991年7月31日—），一名香港舞台劇演員，畢業於團劇團（The Whole Theatre）的第一屆《一年制戲劇證書課程》及香港理工大學心理學副學士。盧慧琳現爲一名自由身的戲劇演員。

## 演出
- 《家有小熊》
- 《天使之城》
- 《凝在半空的流星》
- 《私房菜2013》
- 《找個人和我上火星》
- 《私房菜2013(重演)》
- 《長髮幽靈》

## 後臺製作
- 《波音情人》
- 《作死》
- 《隨手拈來的情書》